# Буэнус-Айрис (Пернамбуку)
Буэнус-Айрис (порт. Buenos Aires) — муниципалитет в Бразилии, входит в штат Пернамбуку. Составная часть мезорегиона Мата-Пернамбукана. Входит в экономико-статистический микрорегион Мата-Сетентриунал-Пернамбукана. Население составляет 11 671 человек на 2006 год. Занимает площадь 97 км².

## Статистика
- Валовой внутренний продукт на 2004 год составляет 37 851 реалов (данные: Бразильский институт географии и статистики).
- Валовой внутренний продукт на душу населения на 2004 год составляет 3214 реалов (данные: Бразильский институт географии и статистики).